# Sara (Księga Tobiasza)

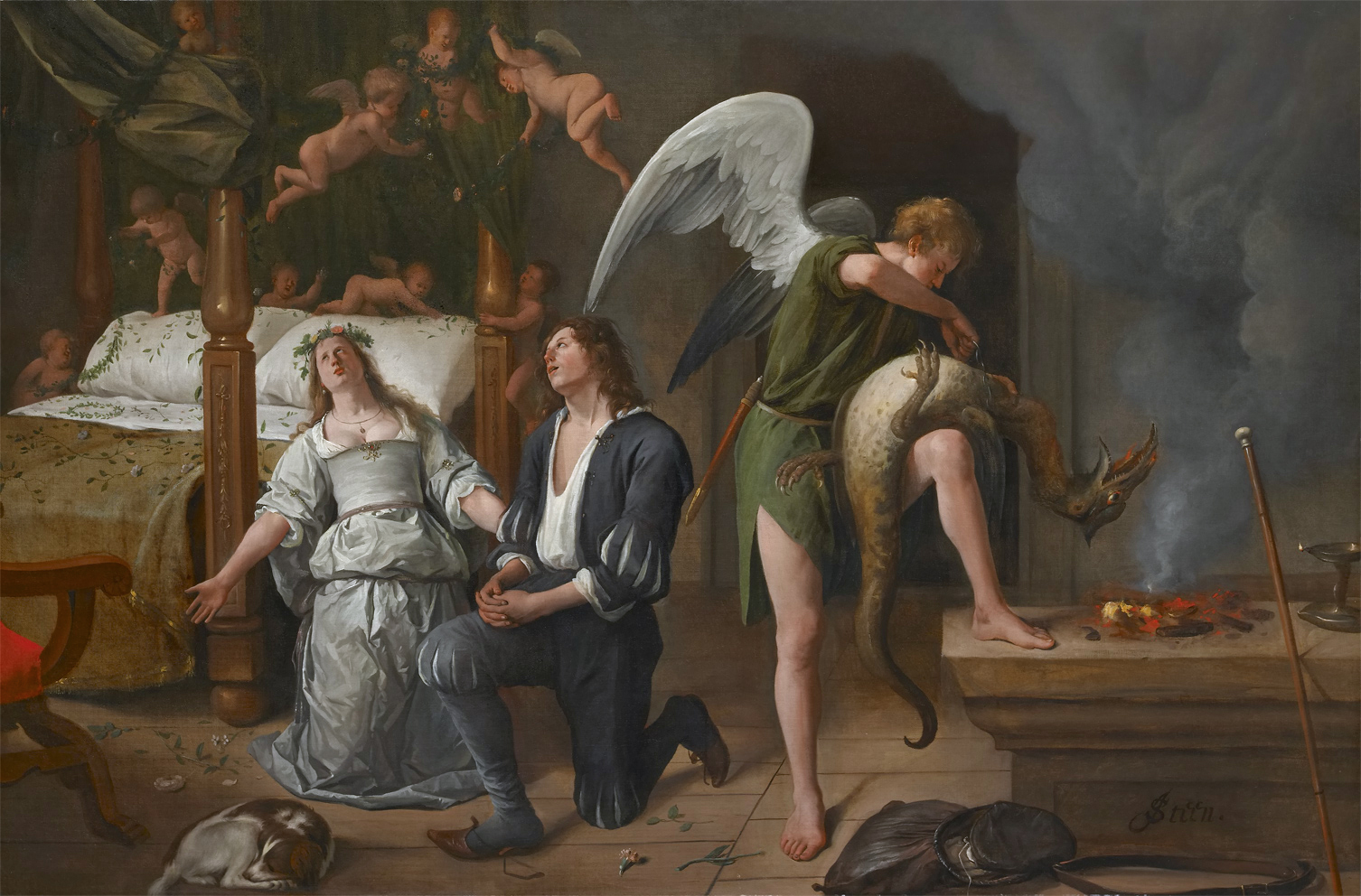
Obraz Jana Steena ukazujący Sarę i Tobiasza podczas modlitwy oraz Archanioła Rafaela w walce z demonem

Sara – postać biblijna występująca w Księdze Tobiasza.
Sara była córką Raguela z Ekbatany, Izraelity, który osiedlił się na terenie Medii. Siedmiokrotnie wychodziła za mąż, ale każdy z jej mężów umierał w noc poślubną, zabijany przez demona Asmodeusza. Zrozpaczona Sara, mając poczucie winy z powodu ich śmierci oraz cierpiąc wstyd i hańbę jaka dotknęła ją oraz jej ojca, modliła się do Boga o śmierć.
Jakiś czas później do domu jej ojca przybył Tobiasz syn Tobiasza, by upomnieć się o pieniądze, które jego ojciec dawno temu zostawił w depozycie u Raguela. Towarzyszył mu inny mężczyzna – sługa Azariasz, którego prawdziwej tożsamości jeszcze nie znali. On to namówił Tobiasza, by starał się o rękę Sary. Poradził mu też co zrobić, by uniknąć śmierci z rąk demona.
Raguel uczciwie zwrócił pieniądze Tobiaszowi, wahał się oddawać po raz ósmy córkę za mąż, gdyż bał się o jego życie. Jednak uległ jego prośbom, równocześnie jednak rozkazał sługom by zaczęli kopać grób. Jednak Tobiasz nie umarł, gdyż strzegł go Azariasz, który w rzeczywistości był posłanym przez Boga aniołem. Gdy po nocy poślubnej okazało się, że Tobasz nadal żyje, Raguel bardzo się ucieszył, że hańba jego córki wreszcie się skończyła.
Jakiś czas później Azariasz ujawnił, że tak naprawdę jest Archaniołem Rafaelem, jednym z siedmiu aniołów, którzy "wchodzą przed majestat Pański" oraz że sam Bóg, który słyszał modlitwy Sary wysłał go, by uwolnić ją od demona.